# Eleonora Lo Curto
Eleonora Lo Curto (Palermo, 23 settembre 1955) è una politica e dirigente pubblica italiana.

## Biografia
È nata il 23 settembre del 1955 a Palermo. Nel 1978 si è laureata in Pedagogia e Filosofia con il massimo dei voti, ha iniziato la sua esperienza lavorativa come insegnante nei quartieri di Ballarò e la Vucciria a Palermo.

## Attività politica
Nel 1996 viene eletta a Marsala consigliere comunale e in seguito anche presidente del consiglio; questi primi anni di politica attiva faranno di Eleonora Lo Curto una delle donne più in vista della politica trapanese.
Nel 2001, 4 317 preferenze la porteranno ad essere eletta parlamentare all'Assemblea regionale siciliana nella lista di Nuova Sicilia.
Nel 2004 con lo slogan “Un uomo in Europa” la Lo Curto si candida alle elezioni europee nelle liste di Forza Italia, ottenendo 49 673 voti di preferenza. Nel luglio 2008 assume la carica di europarlamentare, subentrando a Innocenzo Leontini. In questo modo diventa la prima donna siciliana ad essere eletta al parlamento europeo.

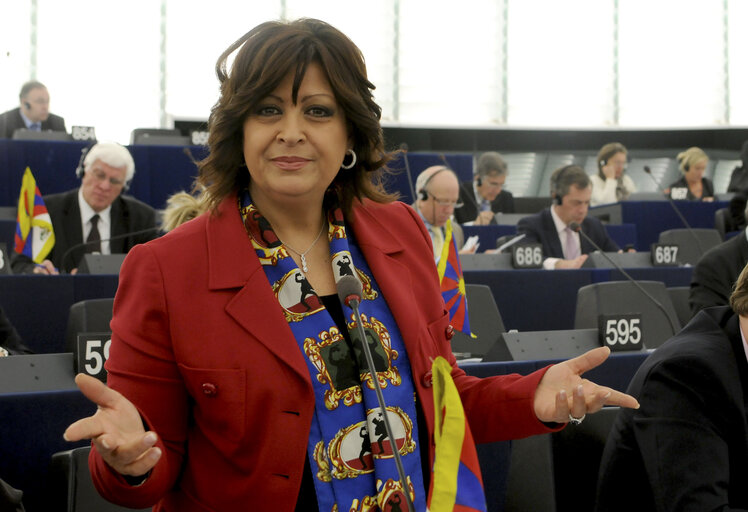
Eleonora Lo Curto al Parlamento europeo

Nel 2006 Eleonora Lo Curto accetta la candidatura alle elezioni regionali con la lista Movimento per l'autonomia - Nuova Sicilia ottenendo 6 185 preferenze, che tuttavia non le consentono di tornare a Palazzo dei Normanni. Successivamente rivestirà il ruolo di vicepresidente della provincia di Trapani e di vicecommissario del Movimento per le Autonomie.
Nell'aprile 2008 si candida per il rinnovo dell'Assemblea regionale siciliana nella lista Lombardo presidente Sicilia forte e libera, ottenendo 5 266 voti, ma non viene eletta per il mancato raggiungimento della soglia di sbarramento della lista.
Nel giugno 2009 si ricandida al parlamento europeo con la lista L'Autonomia, ma pur ottenendo un buon successo personale, 41 001 voti, non viene rieletta per il mancato raggiungimento della soglia di sbarramento del 4% della lista a livello nazionale.
Nell'aprile 2012 decide, in disaccordo con il suo partito, di sostenere la candidatura di Giulia Adamo a sindaco di Marsala. Tale decisione comporterà l'espulsione della Lo Curto dal Movimento per l'Autonomia, il partito non presenterà lista a Marsala, mentre la lista "Lo Curto" supera ampiamente la soglia di sbarramento del 5%. Nel maggio del 2012, a seguito della vittoria della Adamo, viene nominata assessore della giunta comunale di Marsala dal neosindaco con deleghe alla pubblica istruzione, edilizia scolastica, progetti formativi e politiche comunitarie, e rapporti euromediterranei.
In occasione delle elezioni regionali siciliane del 2017 si schiera con il centrodestra e si candida nel collegio di Trapani con la lista UDC, appoggiando la candidatura a governatore di Nello Musumeci. Viene eletta deputato regionale all'Assemblea regionale siciliana.
Il 28 marzo 2018 è eletta presidente del gruppo parlamentare UDC all'Assemblea regionale siciliana.
Nell'aprile 2019, assieme al deputato regionale Antonio Catalfamo, ha depositato al TAR di Palermo un ricorso contro la comunicazione con cui il presidente dell’Ars Gianfranco Micciché ha reso noto che i due parlamentari si erano sottratti all’obbligo, introdotto dalla L.R. n.18/2018, di dichiarare la loro appartenenza, o meno, alla massoneria o ad associazioni similari.
Nel 2022 lascia l'UDC e aderisce alla Lega con cui è candidata, ma non rieletta, con 5 011 preferenze, alle  elezioni regionali siciliane del 25 settembre.